# راسيل دكسترا
راسيل دكسترا (بالإنجليزية: Russell Dykstra)‏ هو ممثل أسترالي، ولد في 31 ديسمبر 1966 في أستراليا.

## وصلات خارجية
- راسيل دكسترا على موقع IMDb (الإنجليزية)
- راسيل دكسترا على موقع قاعدة بيانات الفيلم (الإنجليزية)